# Nils Gustaf Dalén
Nils Gustaf Dalén (Stenstorp, 30 novembre 1869 – Lidingö, 9 dicembre 1937) è stato un fisico svedese.

## Biografia
Studente del Politecnico di Zurigo in Svizzera, si laureò in ingegneria dedicandosi allo sviluppo delle turbine.
Inventore e ricercatore, fondò nel 1914 la AGA AB, azienda specializzata nella produzione di gas-accumulatori, ideando un procedimento automatico per l'accensione dei fari funzionanti ad acetilene (la luce di Dalén) e creando così il faro costiero automatico.
Divenne cieco a causa di un'esplosione di gas nel 1912, anno in cui gli venne assegnato il Premio Nobel per la fisica a seguito delle sue scoperte sull'utilizzo industriale dei gas.

## Curiosità
"Questo resta il premio meno significativo mai assegnato nel campo delle scienze", scrive Burton Feldman nel suo libro The Nobel Prize: A History of Genius, Controversy, and Prestige. “Sembra che sia finito a Dalén perché l'accademia non riusciva a mettersi d'accordo su altri candidati di maggior rilievo, come Planck".